# Sosaku hanga
El sosaku hanga (創作版画, lit. "gravats creatius") va ser un moviment artístic de principis del segle XX al Japó, durant els períodes Taisho i Showa, que defensava els principis de "jo dibuixo" (自画, jiga), "jo gravo" (自刻, jikoku) i "jo estampo" (自刷, jizuri), segons els quals l'artista, amb el desig d'expressar-se a si mateix, és l'únic creador d'art. En oposició al moviment shin hanga ("nous gravats") que mantenia el sistema col·laboratiu tradicional de l'ukiyo-e, (el sistema hanmoto), on l'artista, el gravador, l'estampador i l'editor participaven de la divisió del treball, els artistes del gravat creatiu s'autoproclamaven artistes dedicats a l'art per l'art.
El naixement del moviment sosaku hanga (創作版画運動, sōsaku hanga undō) el va marcar el petit gravat de 1904, "Pescador", de Kanae Yamamoto (1882–1946). Sortint-se del sistema col·laboratiu de l'ukiyo-e, Kanae Yamamoto va fer el gravat tot sol, des del dibuix fins al gravat i l'estampació. Aquests principis de “jo dibuixo”, "jo gravo” i “jo estampo” van convertir-se en la fundació del moviment del gravat creatiu, que va lluitar per la seva existència entre altres moviments artístics en el Japó d'abans de la guerra, i va arribar al seu punt culminant en la postguerra japonesa com a l'hereu genuí de la tradició ukiyo-e.
El 1951 la São Paulo Art Biennial va ser testimoni de l'èxit del moviment del gravat creatiu. Els dos guanyadors japonesos, Yamamoto i Kiyoshi Saito (1907–1997) eren gravadors, i dominaven sobradament la pintura japonesa (nihonga), la pintura d'estil occidental (yoga), l'escultura i l'avantguarda. Altres artistes sosaku hanga com ara Koshiro Onchi (1891–1955), Unichi Hiratsuka (1895–1997), Sadao Watanabe (1913–1996) i Maki Haku (1924–2000) són també ben coneguts a l'occident.

## Orígens i primers anys
El moviment del gravat creatiu va ser una de les moltes manifestacions del sorgiment de l'individu després de dècades de modernització. Als cercles artístics i literaris, van aparèixer cap al canvi de segle expressions del "jo". El 1910, "Un sol verd", de Kotaro Takamura (1883-1956), anima a l'expressió individual dels artistes: “Jo desitjo la llibertat absoluta de l'art. En conseqüència, reconec l'autoritat il·limitada de la individualitat de l'artista… Fins i tot si dos o tres artistes haguessen de pintar un "sol verd", mai els criticaria doncs jo mateix podria veure un sol verd”. El 1912, a “El Bunten i les arts creatives” (Del Bunten al Geijutsu), Natsume Soseki (1867–1916) diu que “l'art comença amb l'expressió del jo i acaba amb l'expressió del jo”. Aquests dos assajos van marcar l'inici de la discussió intel·lectual del "jo", que va trobar un eco immediat a l'escena artística. L'any 1910 va ser testimoni de la primera publicació d'una revista mensual anomenada Bedoll Blanc (Shirakaba), la revista més important en donar forma al pensament del període Taisho. Joves artistes aspirants van organitzar la primera exposició de Shirabaka aquell mateix any. La revista també va patrocinar exposicions d'art occidental.
En els seus primers anys de formació, el moviment sosaku hanga, com molts altres moviments artístics com ara el moviment shin hanga, el futurisme i el moviment d'art proletari, va lluitar per sobreviure, experimentar i fer-se un lloc al panorama artístic dominat per les arts del corrent principal que eren ben rebudes pel Bunten. El hanga en general (inclòs el shin hanga) no va arribar a l'estatus de la pintura a l'oli occidental (yoga) al Japó. Se'l considerava una habilitat artesanal inferior a la pintura i l'escultura. Els gravats xilogràfics ukiyo-e sempre havien estat considerats com a meres reproduccions per al consum de les masses, en contrast amb la visió europea de l'ukiyo-e com a art, durant el clímax del Japonisme. Era impossible que els artistes sosaku hanga es guanyessin la vida fent només gravats creatius. Molts dels que després van ser reconeguts artistes sosaku hanga, com ara Koshiro Onchi (també conegut com a pare del moviment del gravat creatiu), eren il·lustradors de llibres i talladors de fusta. No va ser fins al 1927 que el hanga va ser acceptat pel Teiten (l'antic Bunten). El 1935, finalment es van permetre les classes extracurriculars de hanga.

## La guerra
Els anys de guerra, de 1939 a 1945, van ser una metamorfosi per al moviment del gravat creatiu. La Societat del Primer Dijous, que va ser crucial per al renaixement dels gravats japonesos a la postguerra, la van formar un grup de persones que es reunien a la casa de Koshiro Onchi a Tòquio. El grup es reunia un cop al mes per discutir sobre les xilografies. Entre els primers membres inicials hi havia Gen Yamaguchi (1896–1976) i Junichiro Sekino (1914–1988). També hi assistien els experts americans Ernst Hacker, William Hartnett i Oliver Statler. Van revifar l'interès occidental pels gravats japonesos que es corresponien amb moviment del gravat creatiu.

## El moviment del gravat creatiu a la postguerra
El renaixement del gravat japonès va coincidir amb el renaixement del Japó després de la Segona Guerra Mundial. El 1951, el Tractat de San Francisco va acabar amb l'ocupació americana del Japó, durant la qual els soldats americans i les seves dones van comprar i col·leccionar gravats japonesos com a record. Es pot dir que els gravats japonesos van passar a ser un dels components de la reconstrucció econòmica de la postguerra. Amb l'ànim de promoure l'art democràtic, el patrocini americà va passar del shin hanga al sosaku hanga. Cap al 1950, l'art abstracte es va convertir en el mitjà del moviment del gravat creatiu al Japó. Els gravats japonesos es percebien com una barreja genuïna de l'orient i l'occident. Artistes com ara Koshiro Onchi, que havia mostrat una passió per l'expressió abstracta des dels seus primers anys, es van abocar completament a l'art abstracte després de la guerra. (El govern militar havia prohibit l'art abstracte durant la guerra.) El 1951, la Biennal d'Art de São Paulo va ser la primera presentació del Japó de la postguerra a una exposició internacional. Artistes notables com ara Shiko Munakata (1903–1975) i Naoko Matsubara (1937-) van treballar en la tradició de l'art folkòric (mingei), i van gaudir d'exposicions individuals als Estats Units.

## Gravats japonesos contemporanis
Els gravats japonesos contemporanis tenen una rica diversitat de temes i estils. Noda Tetsuya (1940-) fa servir la fotografia i produeix qualitats quotidianes en els seus gravats en forma de dietaris fotogràfics. Artistes com ara Maki Haku (1924–2000) i Tōkō Shinoda (1913-2021) fan una síntesi entre la cal·ligrafia i l'expressió abstracta per produir unes imatges sorprenentment precioses i serenes. Sadao Watanabe va treballar en la tradició mingei (art folkòric), sintetitzant el retrat de figures budistes i la cristiandat occidental en els seus incomparables gravats bíblics.
A partir dels anys 60, la frontera entre les belles arts i els mitjans de comunicació comercials s'ha tornat borrosa. Els artistes conceptuals i de l'art pop treballen amb tècnics professionals, i les possibilitats per a la innovació són il·limitades.

## Artistes destacats
- Azechi Umetaro
- Itow Takumi
- Hiratsuka Unichi
- Kitaoka Fumio
- Maekawa Sempan
- Maki Haku
- Matsubara Naoko
- Masao Maeda
- Mori Yoshitoshi
- Munakata Shiko
- Noda Tetsuya
- Onchi Koshiro
- Saito Kiyoshi
- Sekino Junichiro
- Shinagawa Takumi
- Shinoda Toko
- Tajima Hiroyuki
- Toshiro Maeda
- Tomikichiro Tokuriki
- Watanabe Sadao
- Yamaguchi Gen
- Yamamoto Kanae
- Yoshida Hodaka
- Yoshida Toshi

## Galeria

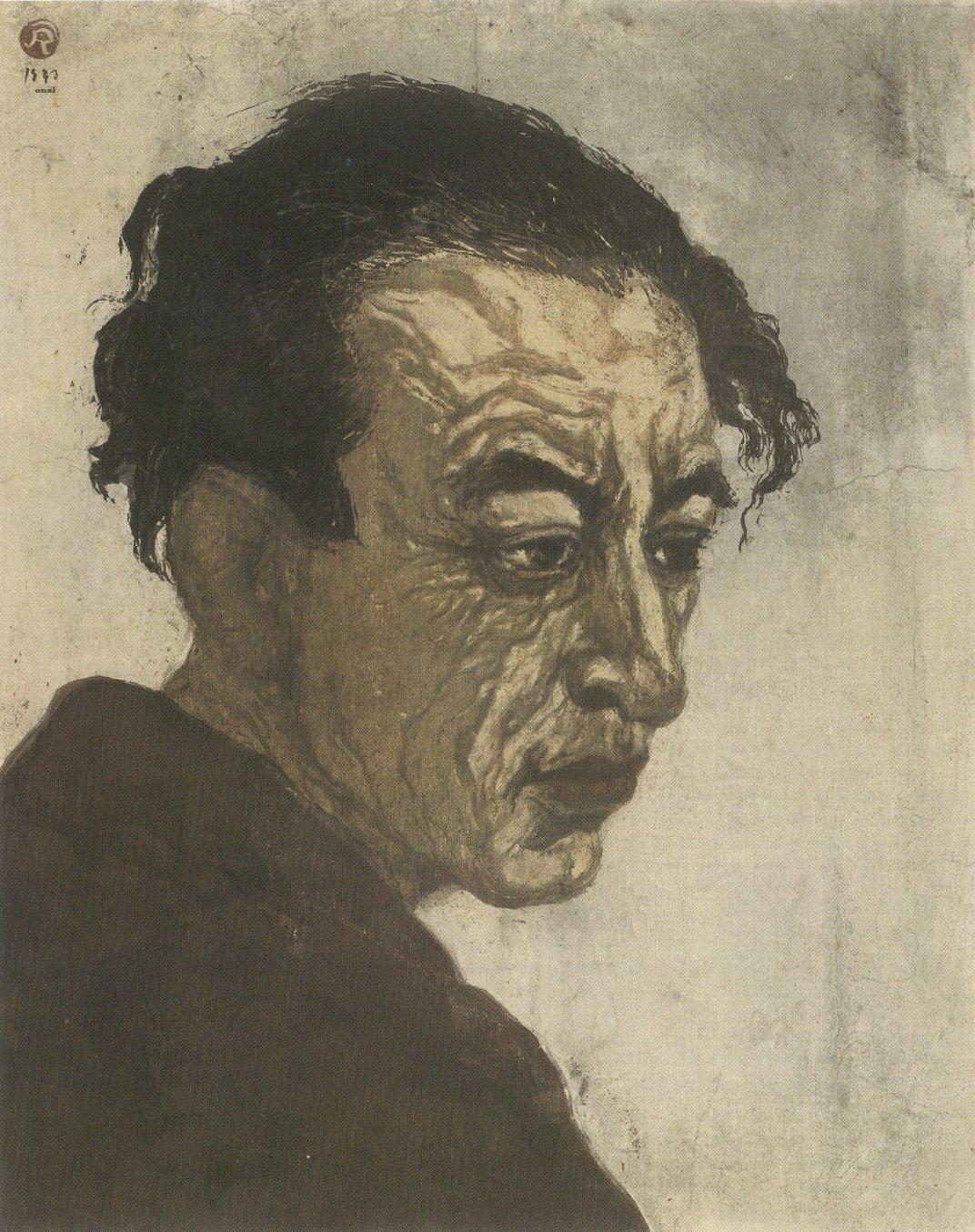
Retrat de Hagiwara Sakutaro, xilografia d'Onchi Koshiro, 1943, 1a edició, Museu Nacional d'Art Modern de Tòquio